# Ernesto Nathan Rogers
Pour les articles homonymes, voir Rogers.
Ernesto Nathan Rogers, né le 16 mars 1909 à Trieste (alors autrichienne) et mort le 7 novembre 1969 à Gardone Riviera (Lombardie, Italie), est un architecte italien.

## Biographie

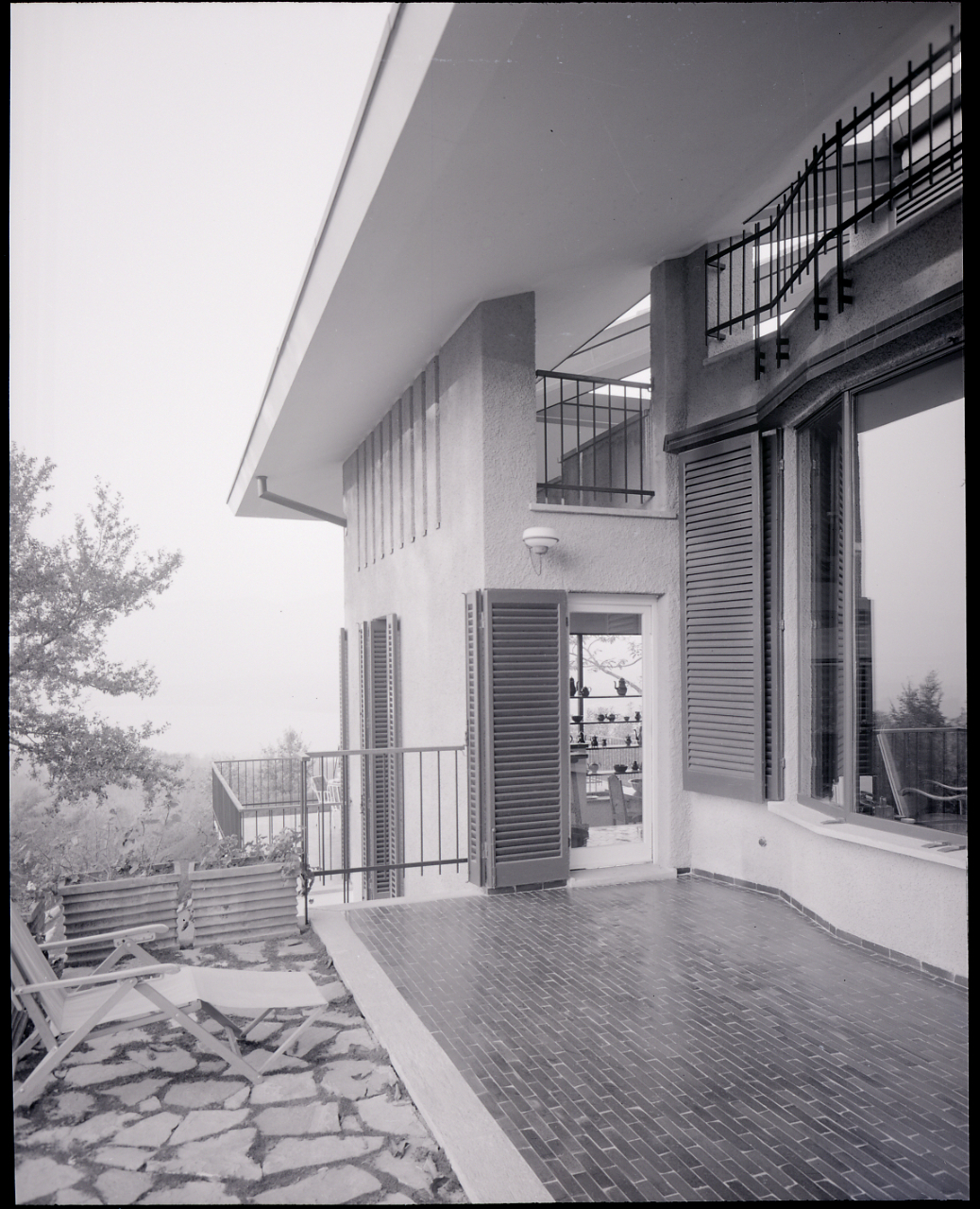
Varese. Villa conçue par l'architecte Ernesto Nathan Rogers. Paolo Monti photographe.

Son père est d’origine anglaise et  sa mère italienne.  En 1921 ses parents s’installent avec lui à Milan, où il  assiste aux cours du Liceo Classico Parini.  C’est là, qu’il  rencontre ses  futurs partenaires Gian Luigi Banfi et Lodovico Barbiano di Belgiojoso . Après l'obtention de son  diplôme en 1927,  Rogers commence des études d'architecture ; en 1932, il est  diplômé de la Faculté d'Architecture de l'École polytechnique de Milan.
Avec ses anciens camarades, il fonde le cabinet d’architecture  BBPR - Gian Luigi Banfi, Lodovico Barbiano di Belgiojoso, Enrico Peressutti et lui-même.  Ce cabinet a accompagné Rogers pendant plus de trente ans.
En plus des  projets partiellement publics, Ernesto Nathan Rogers engage un débat sur la théorie architecturale et de 1932 à 1936, rédige des articles pour les revues  parmi lesquelles la Fiera Letteraria et Quadrante. En 1939, en raison  des politiques de l’Italie fasciste, Rogers doit partir pour la Suisse, où il restera jusqu'à la fin de la guerre. Dans les années 1940, il a enseigné au Campo Universitario Italiano à Lausanne, puis à la Haute École d'Architecture de Genève.
À son retour à Milan, il reprend ses activités professionnelles avec BBPR  et continue à jouer un rôle dans les débats  sur les théories architecturales, des années d’après-guerre; Il est influencé par les études contemporaines d’Enzo Paci sur Edmund Husserl et la phénoménologie  ainsi que par les points de vue pédagogiques de John Dewey. En 1946 à Buenos Aires, il rencontre Clorindo Testa, qui fut intéressé par l'approche humaniste de Rogers.
De 1946 à 1947, il est directeur de la revue Domus  et  de 1953 à 1965 rédacteur en chef de Casabella. En 1947, il devient membre du CIAM (Congrès international d’architecture moderne) et a des contacts avec les représentants de la modernité, comme Walter Gropius, Le Corbusier, Alvar Aalto et Sven Markelius.
Avec Gropius il partage un intérêt pour le rôle éducatif des architectes. Il est resté membre du CIAM jusqu'à sa dissolution en 1959.
Ses écrits théoriques comprennent notamment l'article Le Resistenze ambientali, dans lequel il plaide pour le respect de l'histoire et la prise en compte du contexte d'un lieu, ce qui est pour lui une base importante de l’architecture contemporaine. Rogers critique le style international, qui s’est développé indépendamment de ces paramètres, ce qui fut une impulsion décisive dans le débat architectural en Italie et en particulier au  Congrès CIAM d’ Otterlo en 1959 .  La tour mixte  résidences et  bureaux :  Tour Velasca dans le centre de Milan est considérée comme la mise en œuvre exemplaire des exigences de Roberts du respect de l’environnement préexistant : preesistente ambientali,,.
En 1952, Rogers est devenu conférencier  et en 1962  professeur à l'École Polytechnique de Milan. Il est également professeur invité à l'Architectural Association de Londres et à l'Université Harvard aux États-Unis.  Il est resté à l'École Polytechnique de Milan jusqu'à la fin de vie  en 1969.
Ernesto Nathan Rogers est cousin de l'architecte  et urbaniste britannique Richard Rogers.

## Rôle et influence
L’impact le plus durable de Rogers a été son rôle de soutien en Italie dans la transition du rationalisme (Razionalismo) au  modernisme d’après-guerre.
Ses impulsions intellectuelles ont été  décisives. Parmi ses élèves figurent entre autres, les architectes Aldo Rossi, Vittorio Gregotti et Giancarlo De Carlo ainsi que  Gae Aulenti, Giotto Stoppino ou  Guido Canella .
Dal cucchiaio alla città (De la cuillère à la ville) est le slogan  de Max Bill repris par Ernesto Rogers en 1952 dans la Charte d'Athènes. 
Il explique que l'approche traditionnelle des architectes/designers de Milan était de créer une cuillère, une chaise, une lampe et dans le même souffle, la même journée un bâtiment.
Cette critique est aussi essentielle pour le langage du design italien que le «less is more» (moins c'est plus) de Mies van der Rohe en Allemagne.
« Pour construire un bâtiment dans un environnement qui se caractérise déjà par les œuvres d'autres artistes, [il faut] s’ imposer l'obligation de respecter ces présences dans le sens où leur propre énergie est un aliment pour la poursuite de leur vitalité. » (Ernesto Nathan Rogers: Le Resistenze ambientali) (1955).

## Réalisations
Conjointement avec Banfi, di Belgiojoso et Peressutti:
- 1936-1937 : les plans directeurs pour le Val d'Aoste et Milan.
- 1946 : monument aux Italiens victimes des camps de concentration en Allemagne (Caduti Monument) au cimetière monumental, Milan (un de ses proches collaborateurs est mort en déportation).
- 1956-1963 : restauration et création du musée du château des Sforza (Milan).
- 1956-1958 : construction de la tour Velasca, Milan[5].

## Récompenses
Prix Compasso d'Oro en 1955 et 1962.

## Publications
- Auguste Perret, Il Balcone, Milan, 1955
- Architettura, misura e grandezza dell'uomo: Scritti, Volumes 1 and 2, Il Poligrafo, Padua, 1956
- Esperienza dell'architettura, Einaudi, Turin 1958
- L'Utopia della realtà; un esperimento didattico sulla Scuola della tipologia primaria, Leonardo da Vinci, Bari, 1965
- Pier Luigi Nervi - Buildings and Projects, Hatje Cantz Verlag, Ostfildern, 1967
- Editoriali di Architettura, Einaudi, Turin 1968
- Il senso della storia, continuità e discontinuità, Unicopli 1999
- Gli elementi del Fenomeno architettonico, Marinotti, Milan, 2006